# Balistit
Balistit je bezdimno pogonsko gorivo napravljeno od dva visoka eksploziva, nitroceluloze i nitroglicerina. Razvio ga je i patentirao Alfred Nobel krajem 19. veka. To je bio prvi visokoenergetski niskodimni barut za oružje koji je mogao da zameni crni barut koji se ranije koristio u ovom oružju. Međutim, pištolji su ostali u domenu čistog nitroceluloznog praha koji je nedavno izumeo Francuz Paul Vieille, koji je razvijao manje energije i stoga je bio nežniji prema cevima.
Balistit ima samo sporo sagorevanje potrebno za pokretanje projektila bez prevelikog pritiska u cevi pištolja.
Nobel ga je izmislio sarađujući sa engleskim profesorima Frederikom Augustusom Abelom i DŽejmsom Djuarom. Ovaj drugi je zloupotrebio Nobelovo poverenje i takođe registrovao niskodimni prah pod nazivom Kordit, koji ima sličan sastav. To je dovelo do spora oko patenta između Nobela i Engleza, koji je Šveđanin izgubio u svim slučajevima jer je previše neprecizno definisao nitrocelulozu u svojim tvrdnjama.

## Razvoj bezdimnih baruta
Crni barut je bio jedino pogonsko gorivo za vatreno oružje oko hiljadu godina. Međutim, sa stanovišta vojne taktike, upotreba baruta je imala dva nedostatka i to:
- Prvo, streljački vod vojnika više nije mogao da vidi metu nakon nekoliko hitaca.
- Drugo, jasno se otkrivao se položaj vojnika zbog oblaka belog dima koji je kružio iznad glave posle pucanja.

Godine 1884. francuski hemičar, Pol Vieille, izumeo je prvi bezdimni barut, nazvan "prah B" (od Poudre Blanche = beli prah).  Ovo je bilo veliko poboljšanje u odnosu na barut.
Prašak B se pravi od dva oblika nitroceluloze (kolodijuma i nitroceluloze), pomešane sa etanolom i etrom. Tri puta je moćniji od baruta i ne proizvodi velike količine dima.
Razlog zašto ovi prahovi sagorevaju bez stvaranja dima leži u činjenici da su proizvodi sagorevanja uglavnom gasoviti, za razliku od baruta koji proizvodi oko 60% čvrstih proizvoda (kalijum-karbonat, kalijum-sulfat itd.).
Prah B je stoga odmah usvojila francuska vojska, čak i ako ima tendenciju da postane nestabilan tokom vremena, zbog isparavanja isparljivih rastvarača, što je izazvalo mnoge nesreće. Na primer, dva bojna broda, Iena i Liberte, eksplodirala su u luci Tulon 1907. i 1911. godine.

## Sastav
- 49 % glicerintrinitrat
- 49 % Cellulosentrat
- 2% difenilamin (stabilizator)

## Vojna primena
Alfred Nobel je patentirao  balistit 1887. dok je živeo u Parizu. Njegova formulacija je bila sastavljena od 10% kamfora i jednakih delova nitroglicerina i kolodija.  Kamfor je reagovao sa svim kiselim produktima hemijskog raspada dva eksploziva. Ovo je istovremeno stabilizovalo eksploziv od daljeg raspadanja i sprečilo spontane eksplozije. Međutim, kamfor ima tendenciju da ispari tokom vremena, ostavljajući potencijalno nestabilnu smešu. 
Nobelov patent je precizirao da nitroceluloza treba da bude „dobro poznate rastvorljive vrste“. Ponudio je da francuskoj vladi proda prava na novi eksploziv, ali su oni odbili. Savremena istraživanja pokazuju da ga je Vieille već otkrio 1884-1885, otprilike u isto vreme kada i njegov Poudre B, i primetio njegove visoke temperature plamena koje su dovele do erozije otvora, što je navelo francusku vojsku da zaključi da je neprikladan za vojnu upotrebu (zaista, bio je problem za sve vojske koje su kasnije pokušale da koriste pogonsko gorivo sa dvostrukom bazom).  Nobel je naknadno licencirao prava italijanskoj vladi, koja je 1. avgusta 1889. sklopila ugovor o nabavci 300.000 kg (660.000 lb) balistita; a Nobel je otvorio fabriku u Aviljanu, Torino. 
Italijanska vojska je brzo zamenila svoje puške M1870 i M1870/87, koje su koristile patrone crnog baruta, novim M1890 Vetterli, koje su koristile balistitne patrone.
Kako je Italija bila konkurentska velika sila Francuskoj, to nije naišlo na dobar prijem u francuskoj štampi i javnosti. Novine su optužile Nobela za industrijsku špijunažu, špijuniranjem Pola Vijea (pronalazač Poudre B) i "veleizdaju Francuske". Nakon policijske istrage, odbijena mu je dozvola za dalje istraživanje ili proizvodnju eksploziva u Francuskoj. Zbog toga se 1891. preselio u San Remo u Italiji, gde je proveo poslednjih pet godina svog života. 
Balistit se još uvek proizvodi kao raketno čvrsto gorivo, iako se umesto kamfora koristi manje isparljiv, ali hemijski sličan difenilamin.

## Razvoj kordita i neuspešne tvrdnje Nobela o kršenju patenta
U međuvremenu, vladin komitet u Velikoj Britaniji, nazvan „Komitet za eksplozive“, kojim je predsedavao Sir Frederik Abel, pratio je razvoj eksploziva u inostranstvu. Abel i ser DŽejms Djuar, koji je takođe bio u komitetu, zajedno su patentirali modifikovani oblik balistita 1889. On se sastojao od 58% nitroglicerina po težini, 37% pamuka i 5% vazelina. Koristeći aceton kao rastvarač, ekstrudiran je kao štapići nalik špagetima koji su prvobitno nazvani „prašak od korda“ ili „modifikacija balistita od strane komiteta“, ali je ovo ubrzo skraćeno u kordit.
Posle neuspešnih pregovora, 1893. Nobel je tužio Abela i Djuara zbog kršenja patenta i izgubio slučaj.  Potom je 1895. godine otišao Apelacionom sudu i Domu lordova, gde je takođe izgubio dve žalbe i Nobelova kompanija za eksplozive je morala da plati troškove.  Tužba je izgubljena jer su reči „dobro poznate rastvorljive vrste“ u njegovom patentu uzete da znače rastvorljivi kolodijum i da posebno isključuju pamuk nerastvorljiv u etar-alkoholu. 

## Literatura
- Davis, Tenney L (1943). The Chemistry of Powder and Explosives. II. New York: John Wiley & Sons, Inc.
- Schűck, H; Sohlman, R (1929). The Life of Alfred Nobel. London: William Heinemann Ltd.

## Dodatna literatura
- John Baptiste Bernadou: Smokeless powder, nitro-cellulose and theory of the cellulose molecule.  978-1-103-12711-5
- BG Chemie (Herausgeber): M 037 - Nitrocellulose.  978-3-86825-039-8
- R. Biedermann: Die Sprengstoffe ihre Chemie und Technologie. Zweite Auflage, B. G. Teubner Verlag, Leipzig / Berlin 1917.

## Spoljašnje veze
- Alfred Nobel und die Entdeckung des Dynamits unter besonderer Berücksichtigung von ethischen Belangen in der Naturwissenschaft (abgerufen am 11. Mai 2020)
- Geschichte der Sprengstoffe[мртва веза] (abgerufen am 11. Mai 2020)
- Schieß- und Sprengstoffe[мртва веза] (abgerufen am 11. Mai 2020)
- Einiges aus der Chemie und Technik der Explosionen und Sprengstoffe. (abgerufen am 11. Mai 2020)